# 중국인민정치협상회의

중국인민정치협상회의를 상징하는 문장

중국인민정치협상회의 (중국어 간체자: 中国人民政治协商会议, 정체자: 中國人民政治協商會議, 병음: Zhōngguó Rénmín Zhèngzhì Xiéshāng Huìyì 중궈 런민 정즈 셰상 후이이[*])는 중국 공산당과 민주당파(중국 공산당의 위성정당), 단체, 정계 등의 대표로 구성되는 중화인민공화국의 조직으로, 약칭은 정협(政协, 政協)이다. 영어로는 Chinese People's Political Consultative Conference 라고 표기하며, 약칭은 CPPCC이다.

## 개요
중국인민정치협상회의는 1946년 1월 10일에 중국 국민당의 주도로 열린 중국정치협상회의(中國政治協商會議)를 모태로 한다. 중국 국민당과 중국 공산당은 내전 종식, 통일 정부 수립 등을 가결하였으나 국민당이 일방적으로 합의를 깨고 공산당과 전쟁을 일으킴으로써 깨지게 되었다. 특히 1947년에 공산당을 배제한 정치기구를 수립함으로써 공산당의 반발을 샀다. 결국 국공 내전 이후 국민당이 패퇴하여 거의 붕괴되자 공산당은 정치협상회의에서 국민당을 배제시킨 채 새로운 회의기구인 인민정치협상회의를 개최하였다. 여기에 참여한 정당이나 단체를 “민주당파”라고 부른다. 이 회의에서 공산당과 민주당파는 중화민국을 대신하여 새롭게 중화인민공화국을 건국할 것을 결의했다.

## 참가 정당
| 집권 여부 | 당명                   | 당수     |
| --------- | ---------------------- | -------- |
| 집권      | 중국 공산당            | 시진핑   |
| 비집권    | 중국 민주 동맹         | 쟝슈셩   |
| 비집권    | 중국 민주 촉진회       | 얀준치   |
| 비집권    | 중국 민주 건국회       | 천창츠   |
| 비집권    | 중국 국민당 혁명위원회 | 저우톄늉 |
| 비집권    | 중국 농공 민주당       | 상궈웨이 |
| 비집권    | 중국 치공당            | 완강     |
| 비집권    | 구삼 학사              | 한치더   |
| 비집권    | 대만 민주자치동맹      | 린원이   |

## 역대 주석
| 기수      | 임기                     | 주석       |
| --------- | ------------------------ | ---------- |
| 1기       | 1949년 9월 ~ 1954년 12월 | 마오쩌둥   |
| 2 ~ 4기   | 1954년 4월 ~ 1976년 1월  | 저우언라이 |
| 5기       | 1978년 3월 ~ 1983년 6월  | 덩샤오핑   |
| 6기       | 1983년 3월 ~ 1988년 4월  | 덩잉차오   |
| 7기       | 1988년 4월 ~ 1993년 3월  | 리셴녠     |
| 8 ~ 9기   | 1993년 3월 ~ 2003년 3월  | 리루이환   |
| 10 ~ 11기 | 2003년 3월 ~ 2013년 3월  | 자칭린     |
| 12기      | 2013년 3월 ~ 2018년 3월  | 위정성     |
| 13기      | 2018년 3월 ~ 현재        | 왕양       |

- 마오쩌둥은 제2기부터 제4기까지 명예 주석을 지냈다.
- 중국인민정치협상회의의 주석과 부주석은 3선이 금지되어 있다.

## 같이 보기
- 중국공산당
- 중화인민공화국 국무원